# 理查德·诺里斯
理查德·诺里斯（英語：Richard Norris，1931年12月10日—2012年8月25日），英国前男子曲棍球运动员。他曾代表英国国家队参加1952年夏季奥林匹克运动会曲棍球比赛，结果队伍获得一枚铜牌。